# Benteler-Arena
La Benteler-Arena è uno stadio multi-uso a Paderborn, in Germania, che è stato costruito tra il luglio 2005 e il luglio 2008, in sostituzione del Hermann Löns Stadium. Nella partita inaugurale tra Paderborn 07 e Borussia Dortmund (1-2) hanno partecipato 15 000 spettatori, piena capacità dello stadio.
Nella stagione 2011/12 una media di oltre 10 100 spettatori ha assistito alle partite del Paderborn 07 in 2.Bundesliga.